# Katwijk (Zuid-Holland)

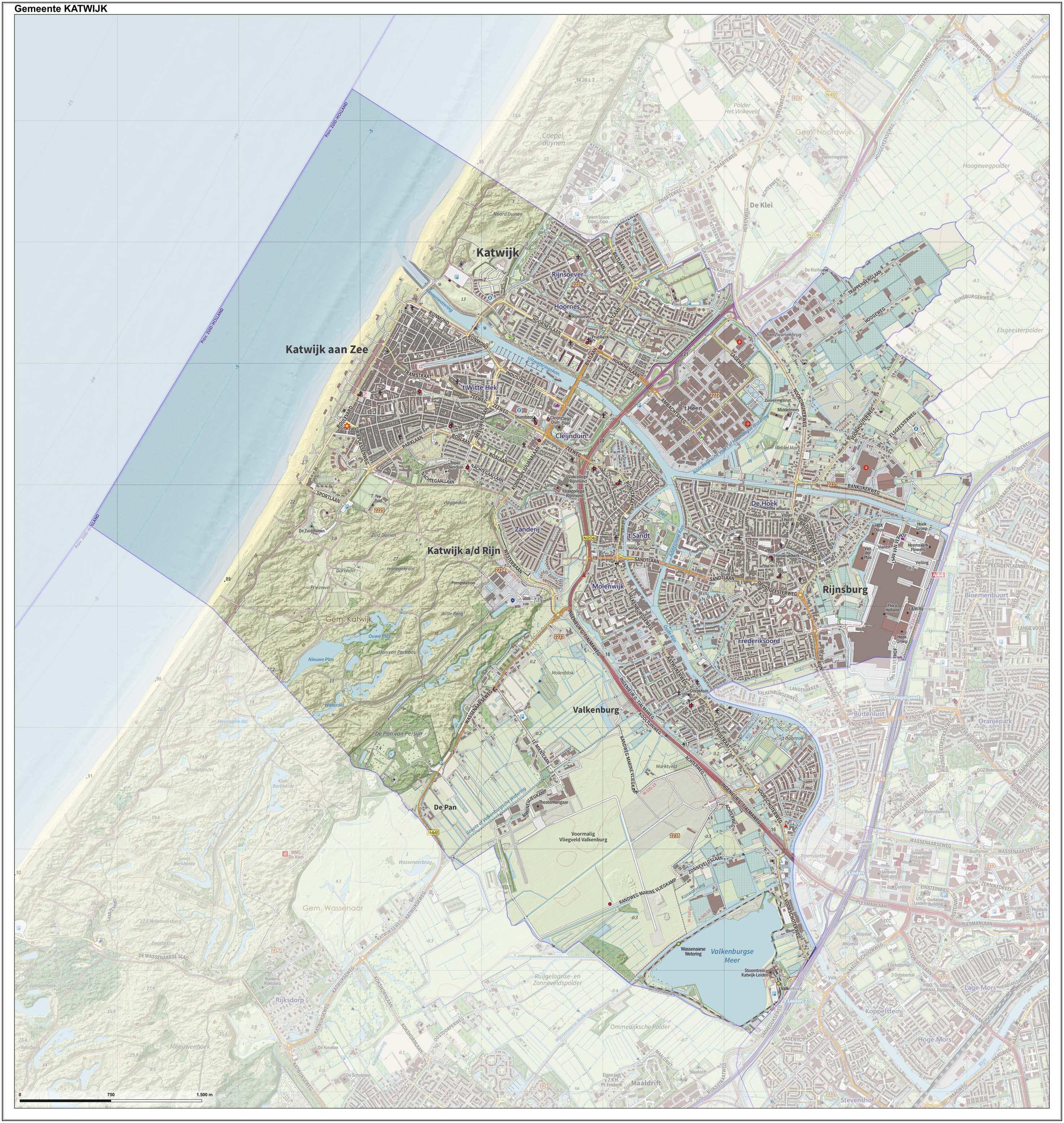
Topografische gemeentekaart van Katwijk, per juni 2023

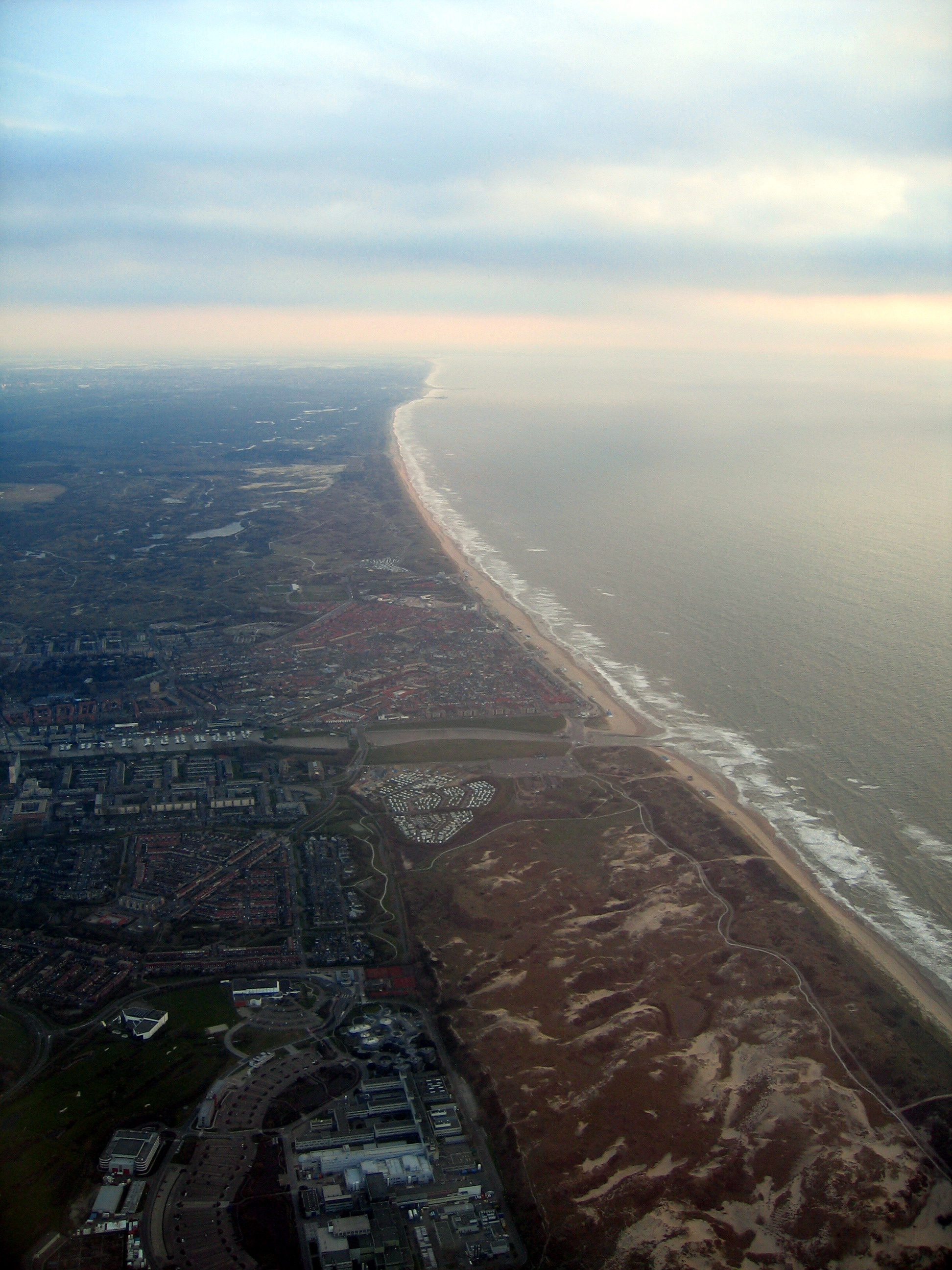
Luchtfoto van Katwijk

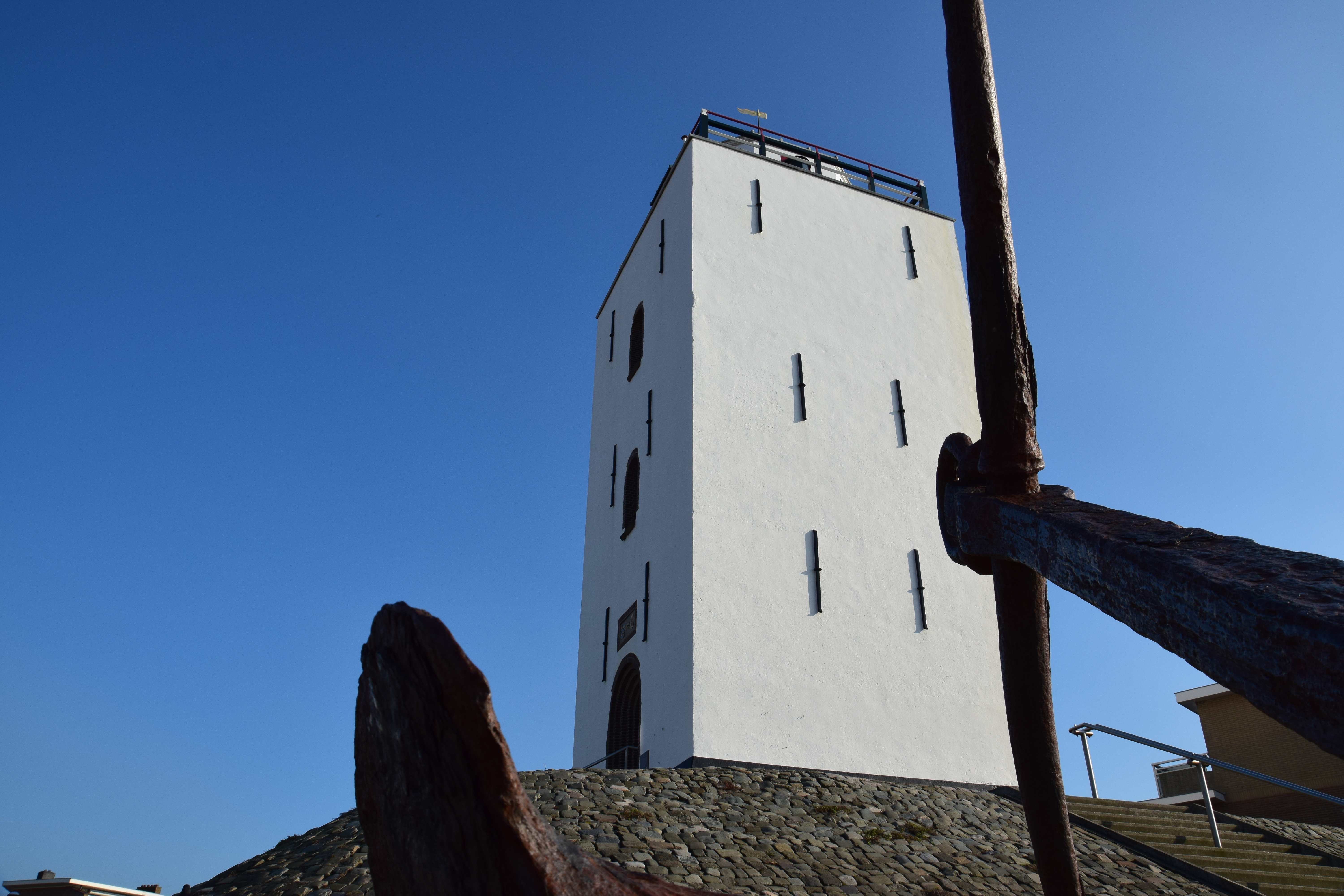
De vuurbaak van Katwijk aan het Vuurbaakplein.

Katwijk (uitspraakⓘ) is een kustplaats en gemeente in het noordwesten van de Nederlandse provincie Zuid-Holland. Katwijk is de grootste gemeente in de Duin- en Bollenstreek, met op 22 november 2024 66.966 inwoners (bron: CBS). Katwijk is na Den Haag de grootste badplaats qua inwoneraantal van zowel Zuid-Holland als Nederland. Katwijk fuseerde in 2006 met de aanliggende gemeenten Rijnsburg en Valkenburg tot een gemeente.

## Geschiedenis en etymologie
Katwijk is ontstaan aan de monding van de Oude Rijn. De naam is mogelijk afgeleid van de naam van de Germaanse stam de Chatten, en -wijk komt van het latijnse woord vicus dat woonplaats betekent. Kat- zou echter ook een verwijzing kunnen zijn naar het oud woord 'kat' dat een vissersboot aanduidde. In de Romeinse tijd was Katwijk van groot belang. Katwijk lag immers op een strategisch punt: de Rijn vormde de noordgrens van het Romeinse Rijk, de Neder-Germaanse Limes. Het legendarische Lugdunum Batavorum wordt vaak gesitueerd bij Leiden. Deze stad identificeert zich daarom al eeuwenlang met deze Latijnse naam. De legerplaats lag echter bij Katwijk. Hij werd gebouwd in de tijd van keizer Claudius (41-54). Lugdunum (thans Lyon) was de geboorteplaats van de keizer terwijl 'Batavorum' uiteraard slaat op de Bataven. De naam kan dus vertaald worden met 'Bataafs Lyon'. In het jaar 40 had keizer Caligula al een veldtocht gehouden die eindigde in Katwijk. Daar had hij zijn leger opgedragen een vuurtoren te bouwen en schelpen te verzamelen. De romeinse resten werden nog lang de toren van Kalla genoemd.
De Romeinse grens in Katwijk (Limes) is aangegeven met klinkers. Ook buiten deze grens zijn er opgravingen gedaan en in 2024-2026 worden er vlak bij de Romeinse grens sloopwerkzaamheden gedaan, een elektriciteitscentrale uitgebreid, en een nieuwe torenflat gebouwd. In dit gebied, rond de Piet Heinlaan, de Jan Evertsenlaan en de Industrieweg, zijn eerder menselijke resten gevonden en restanten van potten, bronzen voorwerpen en andere handgemaakte gebruiksvoorwerpen, van glas- en aardewerk, in 2013, uit de tweede eeuw na Christus.
De heilige Willibrordus landde in 690 met 11 missionarisen bij de monding van de Oude Rijn, waar nu Katwijk aan Zee ligt. Hij had altijd 11 gezellen bij zich, zoals Jezus met zijn apostelen. Van hieruit begon hij zijn geloof over te brengen naar de Friezen.
In 1224 wordt in een oorkonde van graaf Floris IV voor het eerst de naam Apud Rhenum Catwijck genoemd (bij de Rijn van Katwijk). Honderdvijftig jaar later wordt melding gemaakt van een visafslag op het strand van Katwijk aan Zee. Van oudsher is de plaats ook bekend onder de naam Beide Catwijcken en 't Zandt. De beide Katwijken en 't Zandt waren echter gescheiden heerlijkheden. Deze heerlijkheden zijn tussen 1340 en 1795 in het bezit geweest van het baronale huis Wassenaer. De bezitter van de heerlijke titel noemde zich daarna Van Wassenaer van Catwijck.

### De Wassenaerse hegemonie doorbroken
Tussen 1546 en 1736 waren de heerlijkheden in het bezit de families Van Ligne en later Van Lyere (Liere/Lijere). Filips van Ligne erfde de heerlijkheden in 1544 van zijn moeder Maria van Wassenaer die gehuwd was geweest met Jacques van Ligne. Maria had de heerlijkheden op bijzondere wijze in haar bezit gekregen. Haar vader Jan van Wassenaer had namelijk geen mannelijke erfopvolger en heeft keizer Karel V verzocht goedkeuring te geven zijn dochter bij wijze van uitzondering erfgename te maken van de leenrechten. Het verzoek werd middels een persoonlijk briefje goedgekeurd. De familie Van Ligne was Spaansgezind en heeft weinig van de beide Katwijken en 't Sant kunnen profiteren. Tijdens de tachtigjarige oorlog zijn hun bezittingen in Holland tot tweemaal toe geconfisqueerd door de Staten van Holland. Lamoraal I van Ligne, zoon van Philips, heeft onder andere een brug over de oude Rijn en de Overrijn laten aanleggen, het veer op laten heffen en de tol laten verplaatsen naar Huijs 't Sant.
Na de vrede van Munster verkocht Claude Lamoral I van Ligne de beide heerlijkheden in 1654 aan Willem van Lyere (II). Een half jaar later kwam Willem te overlijden en werd zijn vrouw Maria van Reygersbergh vrouwe van Katwijk. Na haar overlijden in 1673 kwamen de heerlijkheden in het bezit van haar zoon Willem van Lyere (III) De beide Katwijken en 't Sandt bleven tot 1736 in het bezit van de familie van Lyere. De familie Van Lyere heeft onder andere de brug over de Oude Rijn laten vervangen door een stenen brug met drie bogen en de buitenplaats het Hof van Katwijk laten aanleggen. Willem van Lyere (II) en Maria van Reygersbergh liggen begraven in het praalgraf in de Dorpskerk in Katwijk aan den Rijn.
De periode onder de families de Ligne en Van Lyere kenmerken zich door een groeiende economie mede dankzij de visvangst. In Katwijk aan Zee bevond zich de visafslag en in Katwijk aan den Rijn vond men veel visserijgerelateerde nijverheid zoals lijnbanen en rokerijen. Ook is er sprake van bierstekerijen, blekerijen, pannenbakkerijen en herbergen. Kenmerkend voor de bloei van de gemeente was de Bank van Leening die in 1644 is ingesteld door Frederik Hendrik, prins van Oranje. Voor een plattelandsdorp was dat een bijzonderheid.

### Gemeentewapen
Bij Koninklijk besluit van 20 februari 1817 kreeg Katwijk een gemeentewapen. Het wapen bestaat uit een zilveren schild, met daarop een blauw Andreaskruis (Sint Andreas is van oudsher de beschermheilige van de vissers).
Tijdens de Tweede Wereldoorlog is een deel van de bebouwing in Katwijk aan Zee door de Duitsers afgebroken. Het ging om een 200 meter brede strook huizen langs de kust die moesten verdwijnen om plaats te maken voor de Atlantikwall. Pas na de oorlog kreeg de boulevard zijn huidige aangezicht.
Per 1 januari 2006 zijn de buurgemeenten Rijnsburg en Valkenburg samengevoegd met Katwijk. De nieuwe gemeente is doorgegaan onder de naam Katwijk.
Van 1812 tot 1817 was Valkenburg ook onderdeel van de gemeente Katwijk, dat toen bestond uit Katwijk aan Zee, Katwijk aan den Rijn en heerlijkheid 't Zand (ook wel 't Sant).

## Kernen
De gemeente Katwijk telt vijf kernen en landelijk gebied:
Bron: CBS Kerncijfers wijken en buurten, 2020 
Het vissersdorp Katwijk aan Zee en het meer agrarische Katwijk aan den Rijn waren vroeger gescheiden plaatsen maar behoorden tot dezelfde gemeente. Katwijk aan Zee is uit Katwijk aan den Rijn ontsproten nadat de Rijnmond in de 12e eeuw verzandde en visserij vanuit Katwijk aan den Rijn niet meer mogelijk was. Pas na de Tweede Wereldoorlog zijn de beide dorpen aan elkaar gegroeid. Het gemeentehuis vindt men in Katwijk aan den Rijn, aan de grens van Katwijk aan Zee. De voormalige burgemeesterswoning bevindt zich tegenover het gemeentehuis, net in Katwijk aan Zee.
Ten noorden van Katwijk aan Zee vindt men Katwijk-Noord, dat bestaat uit naoorlogse nieuwbouw. Volgens de wijkindeling van de gemeente Katwijk is dit de vijfde wijk van de gemeente.
Ten oosten van Katwijk aan de Rijn ligt Rijnsburg en ten zuiden Valkenburg. Al deze kernen zijn aan elkaar gegroeid en vormen sinds 2006 één gemeente. De oude kernen hebben hun identiteit tot op heden goed bewaard, mede dankzij wijkgebonden verenigingsleven (voetbal en Oranjeverenigingen), kerkgemeenschappen, dorpshuizen en historische genootschappen. In Katwijk aan Zee spreekt men soms nog een oud en oorspronkelijk dialect, het Katwijks (zie ook Strand-Hollands), dat door de hechte vissersgemeenschap in dit voormalige dorp behouden kon blijven. Dit dialect is uitgebreid wetenschappelijk onderzocht aan de Universiteit van Leiden.
De oude kernen Katwijk aan Zee, Katwijk aan den Rijn, Rijnsburg en Valkenburg hebben met elkaar gemeen dat ze alle langs de Rijnmond zijn ontstaan. In 2022 is de oplevering gepland van de eerste woningen van een nieuwe woonwijk van 5.600 woningen op de plek van het voormalige Vliegkamp Valkenburg ten zuiden van de N206/Tjalmaweg. De wijk zal de naam Valkenhorst krijgen.

## Politiek

### Samenstelling gemeenteraad
De gemeenteraad van Katwijk bestaat sinds 2005 uit 33 zetels. Hieronder de behaalde zetels per partij bij de gemeenteraadsverkiezingen sinds 1982:
| Gemeenteraadszetels               | Gemeenteraadszetels | Gemeenteraadszetels | Gemeenteraadszetels | Gemeenteraadszetels | Gemeenteraadszetels | Gemeenteraadszetels | Gemeenteraadszetels | Gemeenteraadszetels | Gemeenteraadszetels | Gemeenteraadszetels | Gemeenteraadszetels |
| Partij                            | 1982                | 1986                | 1990                | 1994                | 1998                | 2002                | 2005*               | 2010                | 2014                | 2018                | 2022                |
| --------------------------------- | ------------------- | ------------------- | ------------------- | ------------------- | ------------------- | ------------------- | ------------------- | ------------------- | ------------------- | ------------------- | ------------------- |
| DURF                              | -                   | -                   | -                   | -                   | -                   | -                   | -                   | -                   | -                   | 3                   | 9                   |
| CDA                               | 10                  | 10                  | 9                   | 6                   | 7                   | 7                   | 10                  | 8                   | 7                   | 7                   | 7                   |
| SGP                               | 5                   | 4                   | -                   | -                   | -                   | 4                   | 5                   | 5                   | 6                   | 5                   | 5                   |
| ChristenUnie                      | -                   | -                   | -                   | -                   | -                   | 5                   | 6                   | 6                   | 6                   | 5                   | 4                   |
| PvdA                              | 2                   | 4                   | 2                   | 2                   | 3                   | 2                   | 2                   | 2                   | 2                   | 2***                | 3                   |
| VVD                               | 3                   | 2                   | 1                   | 2                   | 4                   | 2                   | 3                   | 5                   | 2                   | 3                   | 2                   |
| GemeenteBelangen                  | -                   | -                   | -                   | -                   | -                   | 5                   | 7                   | 7                   | 4                   | 3                   | 1                   |
| Kies Katwijk                      | -                   | -                   | -                   | -                   | -                   | -                   | -                   | -                   | 2                   | 1                   | 1                   |
| D66                               | -                   | -                   | -                   | -                   | -                   | -                   | -                   | -                   | 1                   | 1                   | 1                   |
| Hart voor Katwijk                 | -                   | -                   | -                   | -                   | -                   | -                   | -                   | -                   | 3                   | 3                   | -                   |
| RPF                               | 3                   | 3                   | 3                   | 6                   | 4                   | -                   | -                   | -                   | -                   | -                   | -                   |
| GPV-SGP                           | -                   | -                   | 6                   | 5                   | 5                   | -                   | -                   | -                   | -                   | -                   | -                   |
| Gemeentebelangen-D66              | 1                   | -                   | 3                   | 3                   | 2                   | -                   | -                   | -                   | -                   | -                   | -                   |
| GroenLinks                        | -                   | -                   | 1                   | 2                   | 1                   | -                   | -                   | -                   | -                   | -                   | -                   |
| Protestants-Christelijk Katwijk** | -                   | -                   | -                   | -                   | 1                   | 1                   | -                   | -                   | -                   | -                   | -                   |
| Centrumdemocraten                 | -                   | -                   | -                   | 1                   | -                   | -                   | -                   | -                   | -                   | -                   | -                   |
| Bakens Verzetten Katwijk          | -                   | -                   | -                   | -                   | -                   | 1                   | -                   | -                   | -                   | -                   | -                   |
| Vrije Lijst                       | 1                   | -                   | -                   | -                   | -                   | -                   | -                   | -                   | -                   | -                   | -                   |
| Totaal                            | 25                  | 25                  | 25                  | 27                  | 27                  | 27                  | 33                  | 33                  | 33                  | 33                  | 33                  |

*Herindelingsverkiezingen door de fusie met Rijnsburg en Valkenburg
**Deed in 1998 mee onder de naam Lijst-Zwaan
***De PvdA is tijdens de coalitieonderhandelingen uiteengevallen. De PvdA bleef achter met één zetel, de andere zetel ging naar Fractie Smits.

### College van burgemeester en wethouders

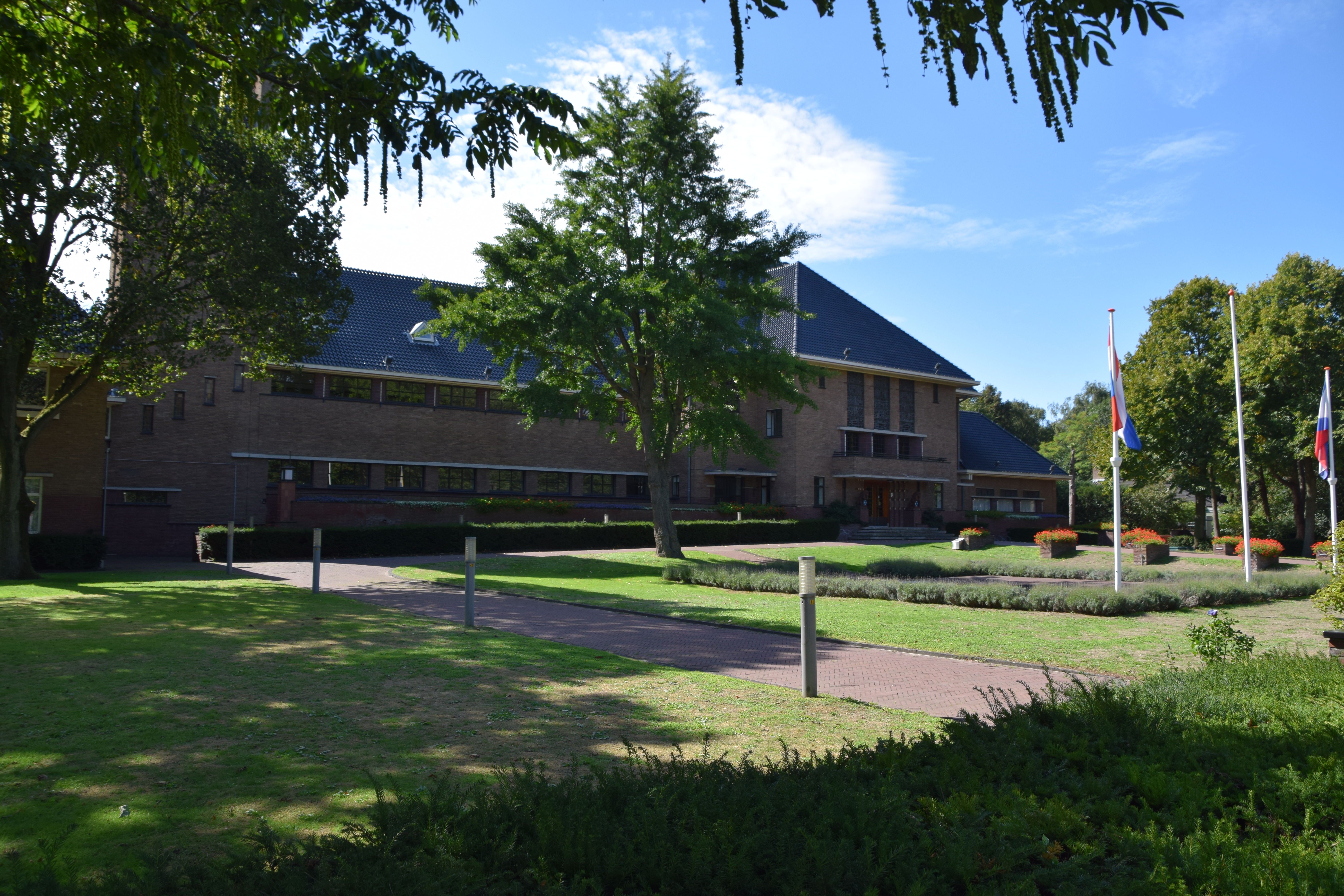
Gemeentehuis, gebouwd in 1932

Het college 2022-2026 is gevormd door een coalitie van DURF, SGP en ChristenUnie.
De samenstelling van het college is als volgt:
- Burgemeester: C.L. (Cornelis) Visser;
  - Veiligheid (coördinerend portefeuillehouder), crisisbeheersing, toezicht en handhaving, brandweer, regio (gemeenteoverstijgende samenwerking), integriteit, volksfeesten en evenementen, asielzoekerscentrum, dienstverlening (publiekszaken), juridische zaken, digitalisering, privacy en informatisering
- Wethouder: S. (Sonny) Spek;
  - Duurzaamheid, cultuur (incl. cultuurbedrijf, kunst), accommodatiebeleid, sport, energietransitie, jongeren- en jeugdbeleid, participatie en bestuursstijl, communicatie, emancipatie, integratie, dierenwelzijn, vastgoed (incl. parkeergarages)
- Wethouder: J.C. (Jacco) Knape;
  - Onderwijs, economie (incl. Unmanned Valley, Greenport, regionale economische samenwerking, detailhandel, bedrijventerreinen, visserij, toerisme en citymarketing, markt en toeristenmarkt, recreatie (incl. strand)), openbare ruimte (leefomgeving, onderhoud wegen en bruggen, beheer en onderhoud buitenruimte, groenbeleid, speelplaatsen, milieubeheer), monumenten en erfgoed, grondexploitatie, financiën
- Wethouder: I.G. (Gerard) Mostert;
  - Ruimtelijke ordening, volkshuisvesting, Valkenhorst, armoedebestrijding, mobiliteit (incl. parkeren, binnenwater, havens, ov, fietsen), omgevingswet, water
- Wethouder: E. (Emile) Soetendal;
  - Sociaal domein (incl. werk en inkomen, WMO, jeugdzorg, kinderopvang, voorschoolse en vroegschoolse educatie, arbeidsmarkt en aansluiting onderwijs, beschermd wonen, volksgezondheid, toegankelijkheid), personeel en organisatie, grondstoffenbeleid, gebiedsgericht werken

De gemeentesecretaris is R. (Ray) Jie Sam Foek. De gemeentesecretaris is de eerste adviseur van het college van burgemeester en wethouders, en algemeen directeur van de gemeentelijke organisatie

### Wijkraden

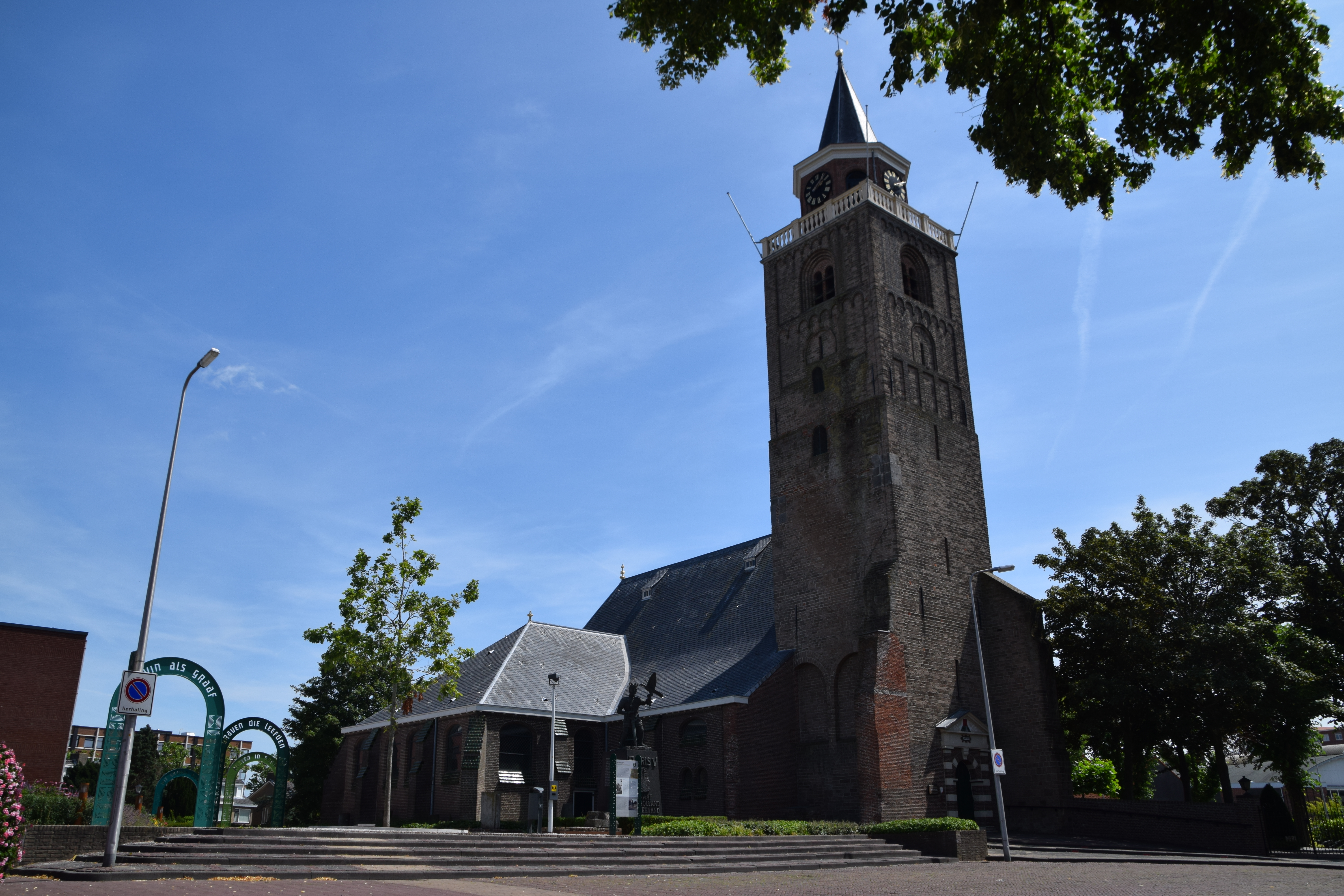
Laurentiuskerk Rijnsburg

De vijf kernen van gemeente Katwijk hebben allemaal een eigen wijkraad. De wijkraden zijn ingesteld nadat Katwijk, Rijnsburg en Valkenburg in 2006 fuseerden. De wijkraden hebben als doel een bijdrage leveren aan de eigen identiteit, de herkenbaarheid van de eigen kern en het vervullen van een klankbordfunctie en signaleringsrol met betrekking tot ontwikkelingen in de kern. De wijkraden bestaan uit inwoners die op enigerlei wijze maatschappelijk betrokken zijn binnen de wijk. De wijkraden dienen als klankbord en hebben de mogelijkheid het college van burgemeester en wethouders gevraagd en ongevraagd te adviseren. Er zijn wijkraden voor Rijnsburg, Valkenburg, Katwijk aan Zee, Katwijk aan den Rijn en Katwijk-Noord.

### Zusterstad
Siegen (Duitsland). Sinds 1963 zusterstad van Rijnsburg. De stedenband is na de gemeentelijke herindeling in 2006 van de gemeente Rijnsburg op de gemeente Katwijk overgegaan.

## Cultuur

### Toerisme

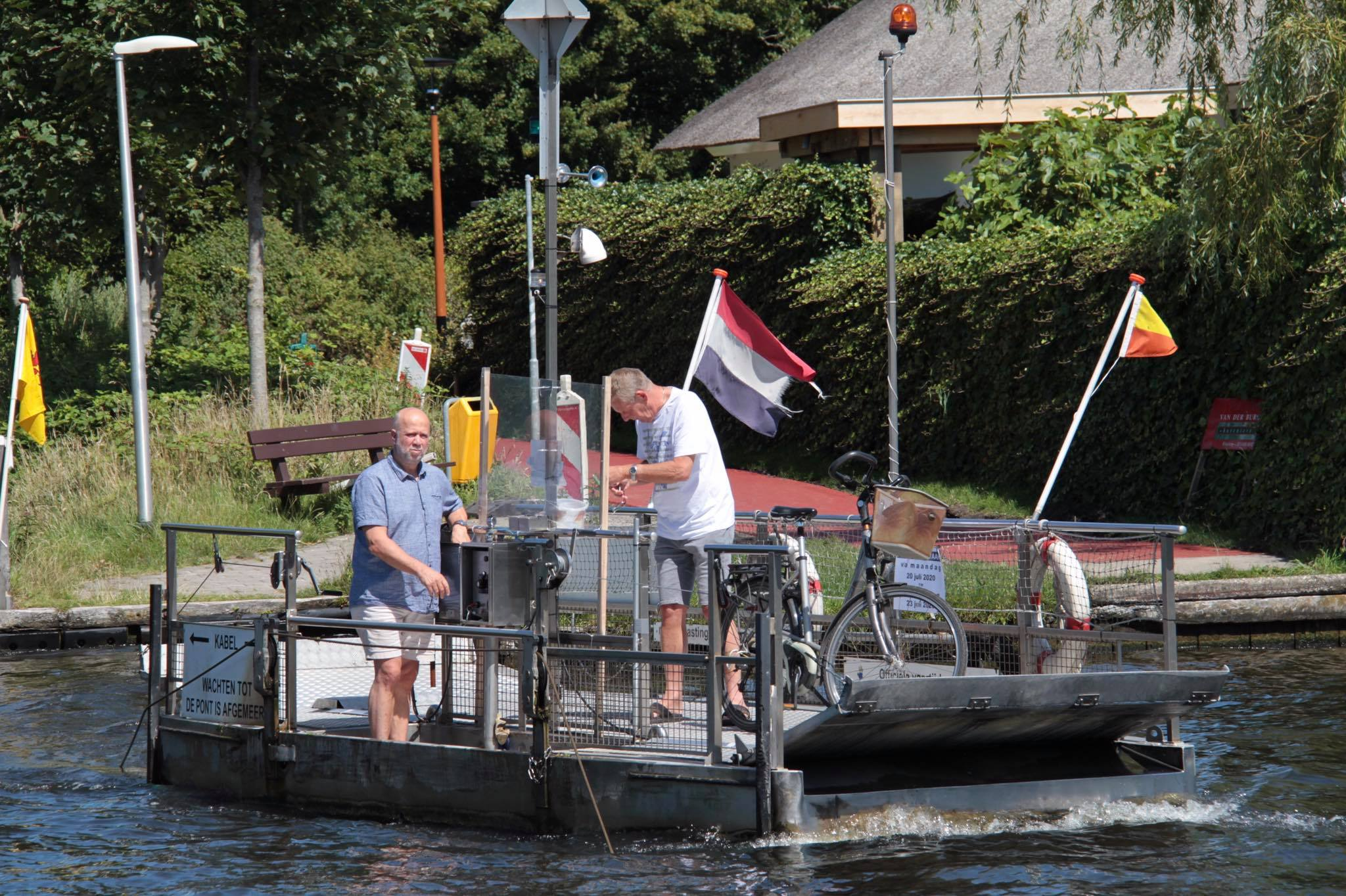
De pont van Valkenburg verbindt sinds de 17e eeuw Rijnsburg en Valkenburg

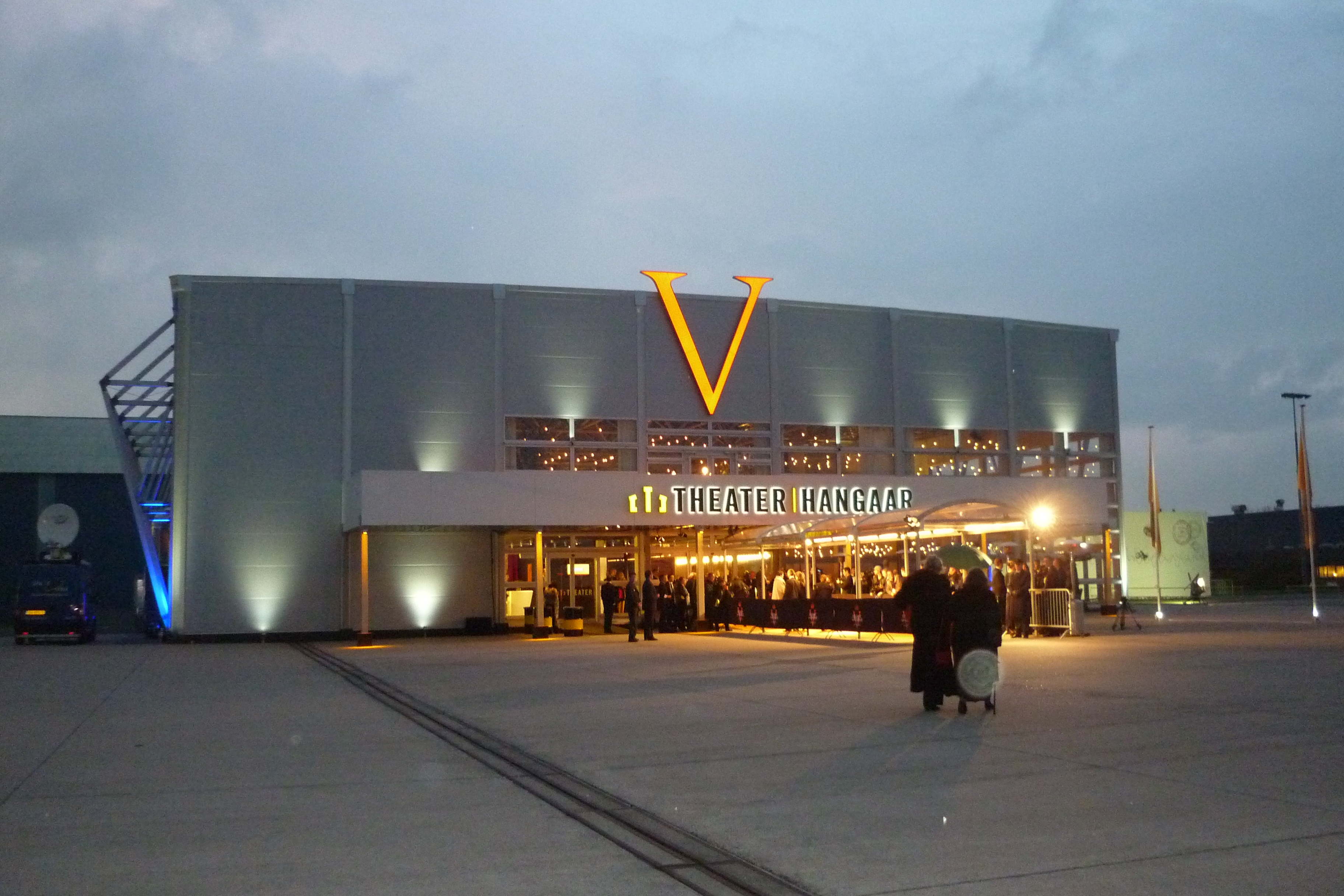
De TheaterHangaar op Vliegveld Valkenburg waar Soldaat van Oranje wordt opgevoerd

De gemeente Katwijk heeft de volgende monumenten en attracties:

#### Natuur en recreatie
- het strand
- het Valkenburgs meer
- de Zuid- en Noordduinen behoren tot het Nationaal Park Hollandse Duinen
- Landgoed de Pan van Persijn
- Zwembad Aquamar (vernieuwd van ca. 2018-2020)
- Katwijk is per boot bereikbaar en heeft een jachthaven in Rijnsburg en in Katwijk aan Zee

#### Musea
- het Katwijks Museum
- het Rijnsburgs Museum
- het Torenmuseum in Valkenburg
- het Spinozahuisje in Rijnsburg
- Space Expo (Noordwijk)
- Stoomtrein Katwijk Leiden en het Nationaal Smalspoormuseum
- de Vuurbaak (toegankelijk in de zomermaanden)

#### Cultuur
- Katwijk is het begin-, en eindpunt van vele Limes-wandelingen.
- de historische kernen van Katwijk aan Zee, Rijnsburg, Valkenburg en Katwijk aan den Rijn
- In de theaterhangar op voormalig vliegkamp Valkenburg wordt sinds oktober 2010 de musical 'Soldaat van Oranje' opgevoerd. Dit is sinds 2013 de langst lopende voorstelling van Nederland.
- In de zomer vinden er diverse traditionele volksfeesten plaats:
  - De paardenmarkt van Rijnsburg
  - De Oranjefeesten in Katwijk aan den Rijn
  - De paardenmarkt van Valkenburg (de oudste paardenmarkt van Nederland)
  - Oranjerock
- In de zomer vinden er diverse culturele evenementen plaats aan de kust, zoals Katwijk En Plein Air, Oranjerock en het Noordzee zomerfestival
- In de zomer vindt het Rijnsburgs bloemencorso plaats
- In de winter is er sinds 2018 het WarmWinterFest, en kleinschalig cultureel festival
- Tot 2024 vond jarenlang Haringrock plaats, een regionaal bekend evenement met bekende en onbekende artiesten. Door de stijgende kosten voelde de organisatie zich genoodzaakt om na bijna veertig jaar met Haringrock te stoppen.

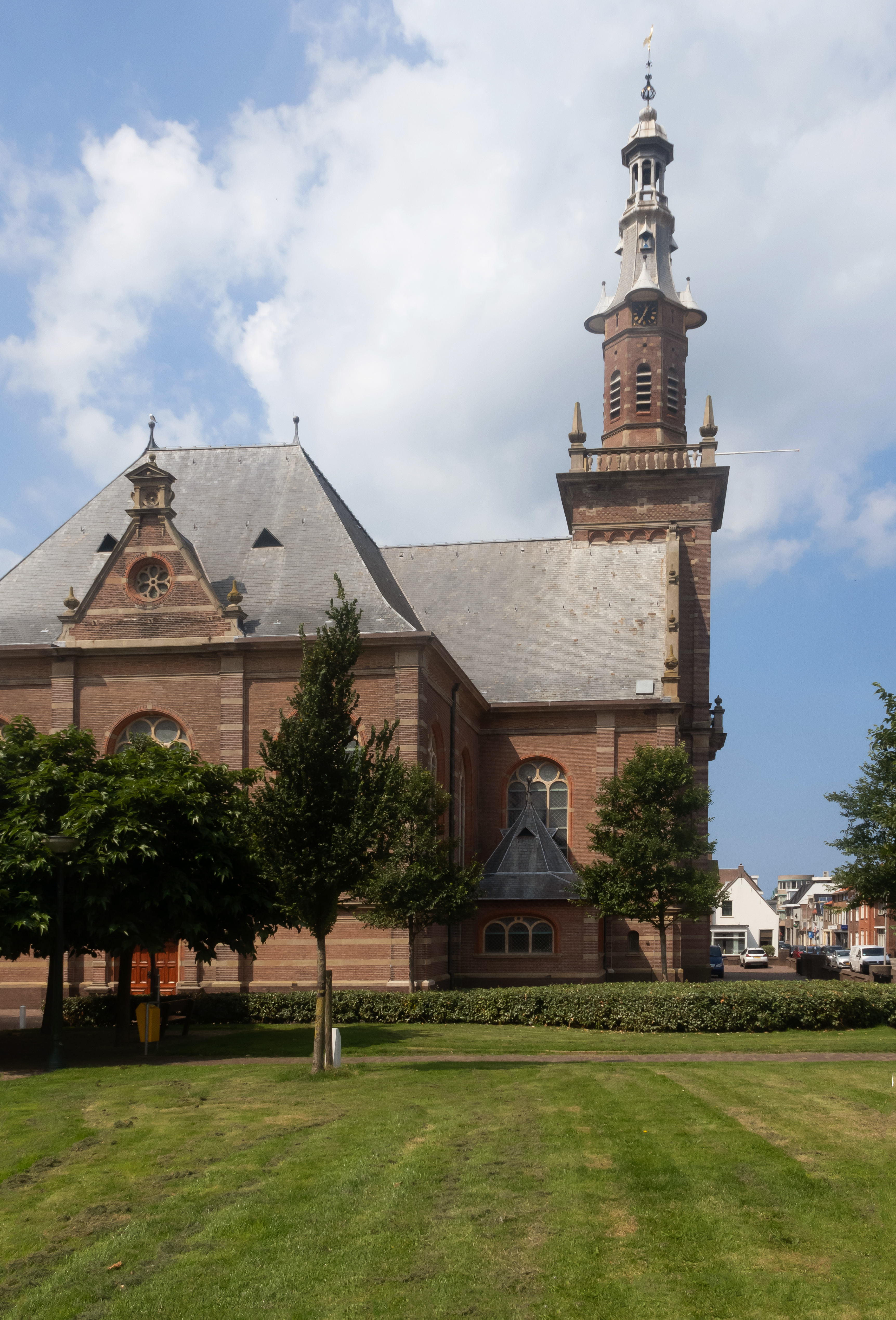
Nieuwe Kerk

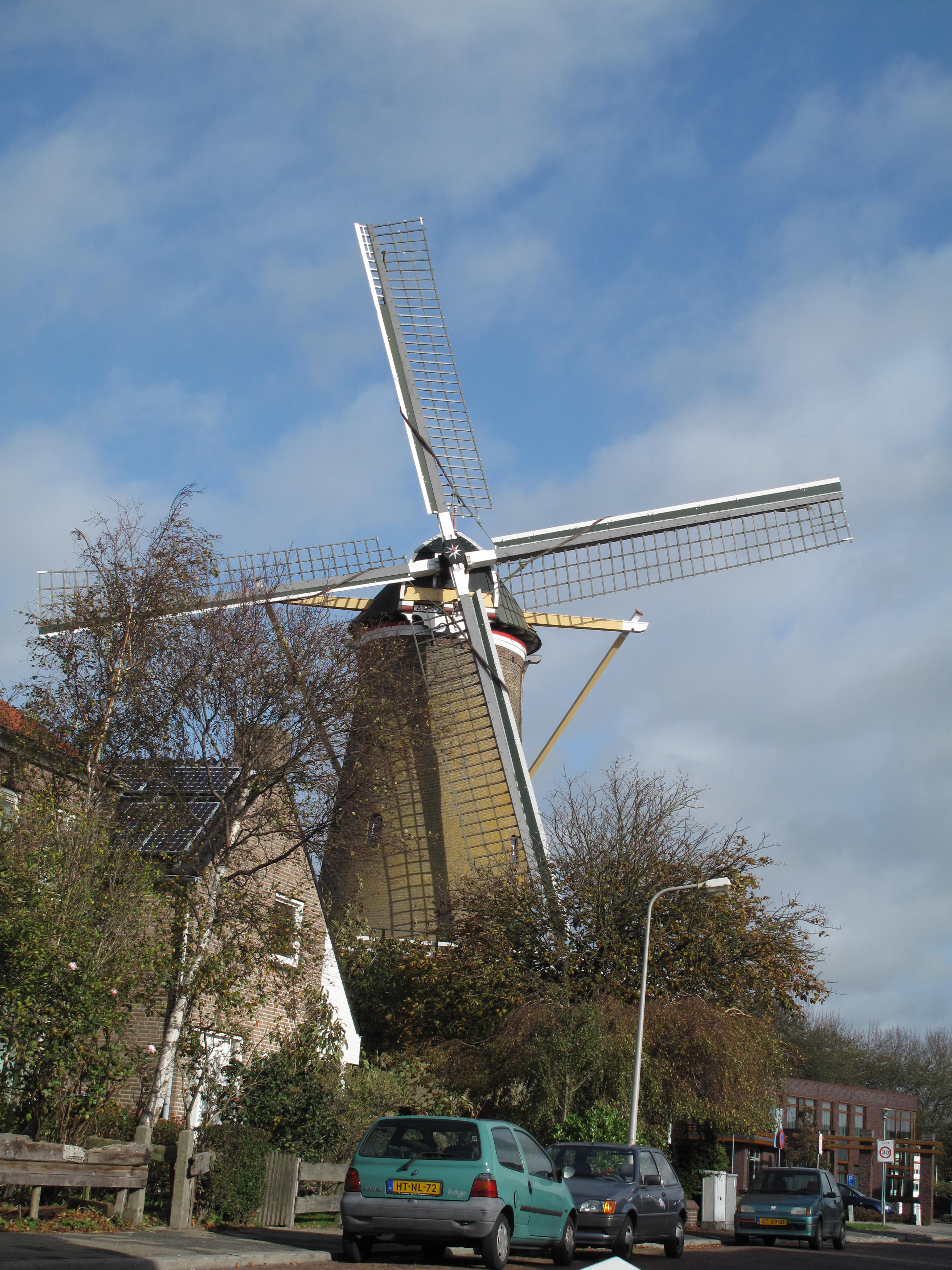
Korenmolen de Geregtigheid

#### Monumenten
- de Andreaskerk, plaatselijk ook bekend als "Oude Kerk" of "Witte Kerk" (gedurende de zomermaanden toegankelijk op dinsdag)
- de Nieuwe Kerk (Katwijk), met een orgel van Jan van den Heuvel
- de Dorpskerk, de oudste kerk van Katwijk met het praalgraf van Willem van Lyere
- de Parochiekerk H. Johannes de Doper, de enige rooms-katholieke kerk te Katwijk
- korenmolen De Geregtigheid
- Universel Murad Hassil, een Soefi-tempel in de (Zuid)duinen
- Toren en Nederlands Hervormde kerk, Burgemeester Koomansplein Rijnsburg

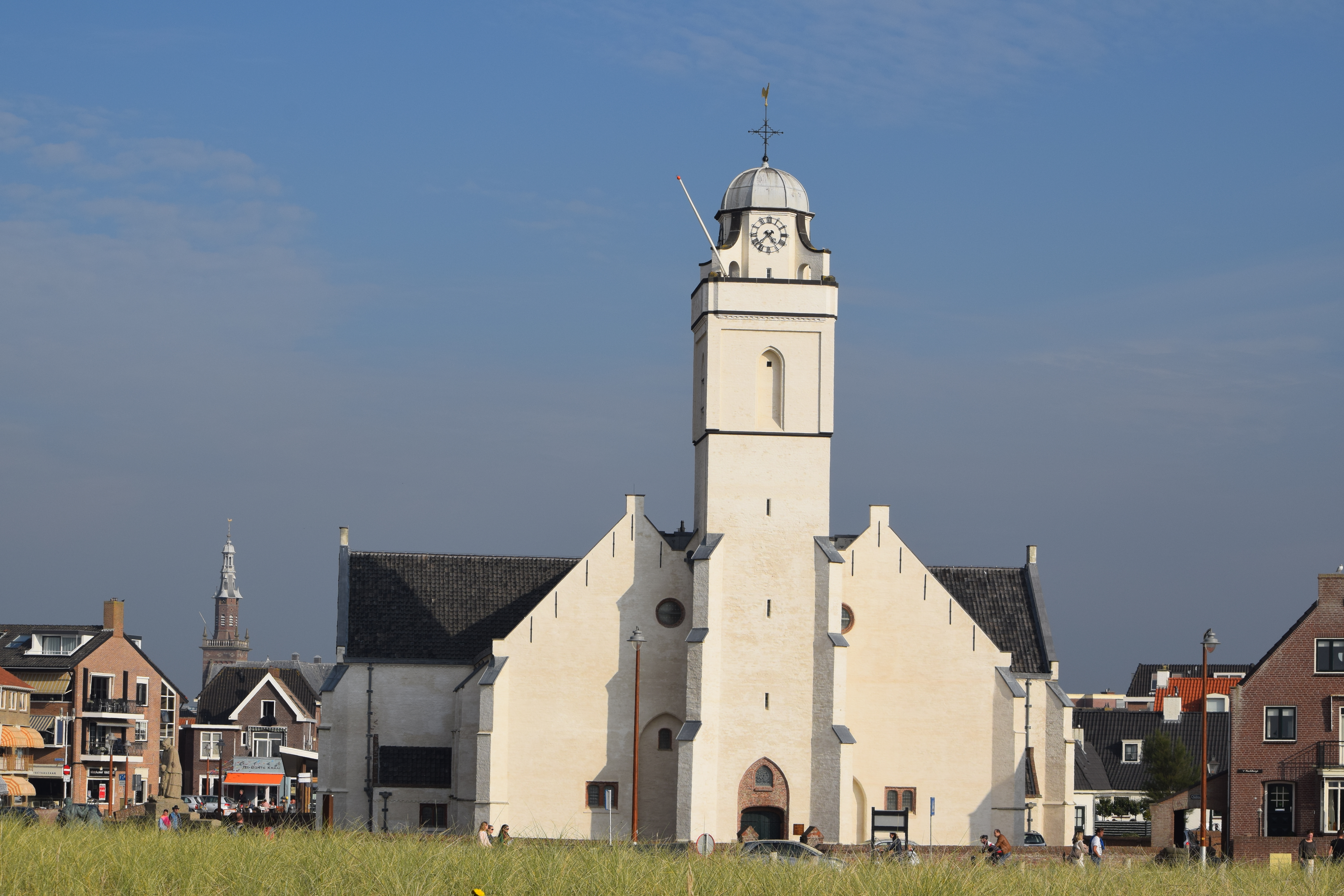
Andreaskerk

Voor een lijst van rijksmonumenten, gemeentelijke monumenten en oorlogsmonumenten, zie:
- Lijst van rijksmonumenten in Katwijk (gemeente)
- Lijst van oorlogsmonumenten in Katwijk
- Lijst van gemeentelijke monumenten in Katwijk (Katwijk lijst 1)
- Lijst van gemeentelijke monumenten op en rond Vliegkamp Valkenburg (Katwijk lijst 2)

### Zang- en Muziekverenigingen
- Muziekvereniging Harmonie Katwijk, Katwijk, opgericht in 1896
- Muziekvereniging Uitspanning na Inspanning (UNI), Katwijk, opgericht in 1900
- Christelijk Oratorium Koor Hallelujah, opgericht op 30 maart 1900 en op 31 maart 2000 koninklijk onderscheiden
- Valkenburgs' Harmonie, Valkenburg, opgericht in 1902
- C.O.V. Excelsior, opgericht op 31 maart 1910, ontbonden in 2023
- Chr. Gemengd Koor Cantate Deo, opgericht in 1943
- Katwijks Christelijk Mannenkoor Jubilate, opgericht op 11 november 1953 in Katwijk aan Zee
- Chr. Muziekvereniging Door Vriendschap Sterk (DVS), Katwijk, opgericht in 1953
- Flora Band, Rijnsburg, opgericht in 1968
- Kamerkoor Cantilene, opgericht in 1980
- Christelijk Gemengd Koor "Immanuël", opgericht in 1993
- Vals Vrouwenkoor opgericht in 2023
- Mannenzanggroep Sion, opgericht in 1994
- Jongerenkoor Dvoted, Katwijk, opgericht in 2018
- Pop4Shore
- Kattuks Volk
- Mare Canto (CJV/YMCA Koor)

### Kunst in de openbare ruimte
In de gemeente zijn diverse beelden, sculpturen en objecten geplaatst in de openbare ruimte.

#### Graffiti

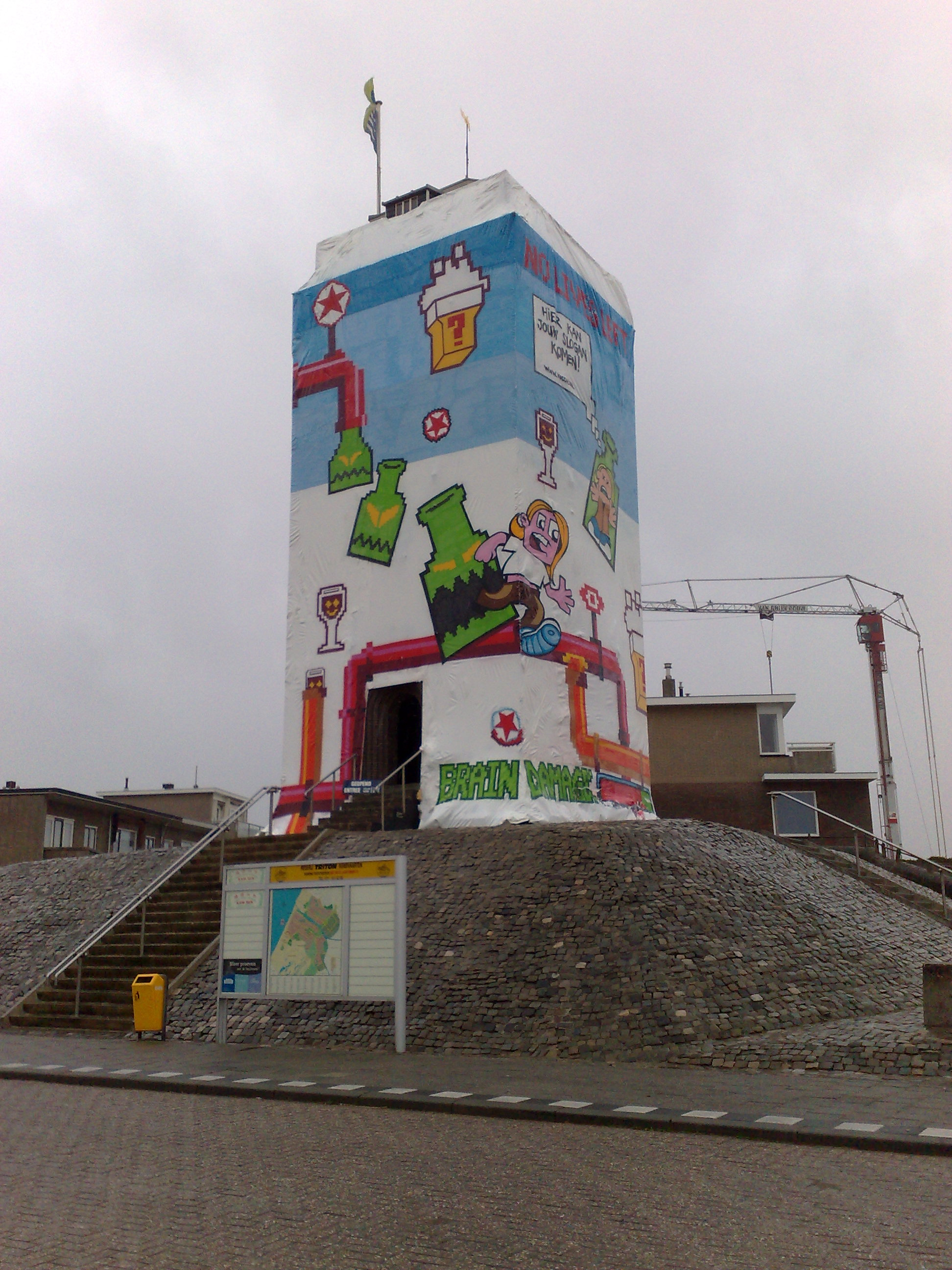
De Vuurbaak omgeven door graffiti als onderdeel van het "Ga Legaal"-project

Katwijk kent een rijke graffiticultuur. Enkele graffiti-kunstenaars zijn verenigd in het collectief "Ga Legaal", dat met steun van de gemeente een aantal vrije graffiti-plaatsen onderhoudt. Het betreffen hier de Wall of Fame, een speciaal ten bate van graffiti geplaatste muur aan de Noordduinseweg (nabij SCUM) en de muren onder de Nieuwe Roversbrug. Veel graffiti-kunstenaars maken hier gebruik van om hun kunsten tentoon te stellen. Daarnaast organiseert Ga Legaal geregeld activiteiten met betrekking tot graffiti. Zo zijn de beschilderingen in het tunneltje bij de Wilgenhoek en bij de fietserstunnel langs de Koningin Julianabrug op deze manier tot stand gekomen, en wordt voor het jonge, aanstormende graffiti-talent jaarlijks een workshop georganiseerd tijdens de Zomercarroussel. Voorheen werd zo af en toe de vuurtoren van Katwijk in plastic ingepakt en voorzien van graffiti. Dankzij deze projecten is de graffiti-overlast in de rest van Katwijk beperkt.

### Omroep
- Katwijk heeft een eigen lokale omroep, RTV Katwijk. Voor de fusie in 2006, had Rijnsburg een eigen radiostation.

## Verkeer en vervoer

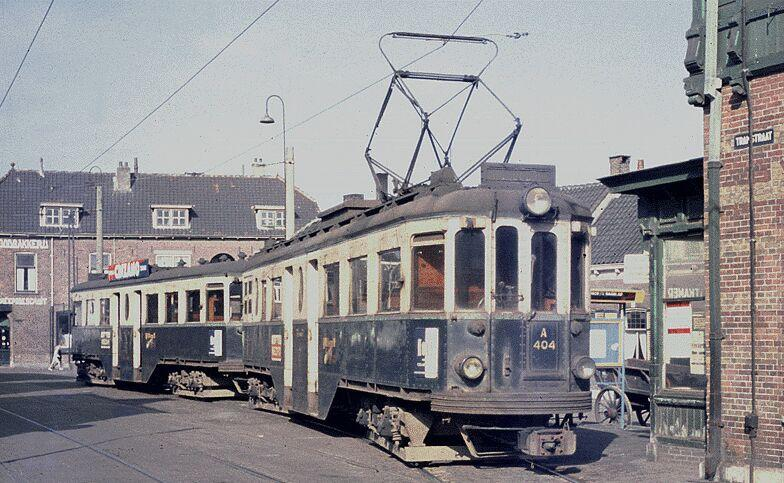
Blauwe Tram in 1960 op de naar hem genoemde Tramstraat in Katwijk aan Zee

Katwijk is gelegen aan de A44. Dwars door de gemeente loopt de provinciale weg N206.
Katwijk moet het als gemeente met meer dan 65.000 inwoners stellen zonder treinverbinding. Vroeger reden er wel trams in Katwijk. In 1881 opende de RSTM een stoomtramlijn tussen het westen en het oosten van Katwijk. Later werd deze lijn verlengd naar Leiden. In 1911 werd de tramlijn geëlektrificeerd en tot 1960 heeft de Blauwe Tram van de NZH die dienst uitgevoerd, waarna deze door een busdienst is vervangen. Zie ook: Tramlijn Leiden - Katwijk en Openbaar vervoer in Katwijk.
Sindsdien rijden er in Katwijk alleen bussen, deze rijden naar o.a. Leiden, Noordwijk, Den Haag en Zoetermeer. Het enige railvervoer (geen openbaar vervoer) in gemeente Katwijk is te vinden bij de Stoomtrein Valkenburgse Meer.
In de in 2007 verschenen Brede Structuurvisie staan plannen vermeld voor een nieuwe ringweg, die nodig is vanwege de sterke groei van Katwijk. Omdat, gezien de ligging, de ringweg niet helemaal rondom Katwijk kan gaan, zal de westkant van de ring over de huidige Provincialeweg (thans N206-Noord) lopen. De zuidkant zal over de huidige Ir. Tjalmaweg (N206-Zuid) lopen, die hiervoor verbreed moet worden. De huidige A44 zal de oostkant van de ring worden en de noordzijde zal een nieuw aan te leggen verbindingsweg worden die de A44 weer met de Provincialeweg verbindt. Doel hierbij is het (toenemende) verkeer uit de kernen te weren en tevens om verkeer van en naar de randgemeenten snel naar de A44 te leiden.
Parkeren aan de Boulevard van Katwijk aan Zee is sinds de opening van de (betaalde) parking met 670 plaatsen van Kustwerk Katwijk eenvoudiger geworden.

## Sport en recreatie
Katwijk is de thuishaven van drie topclubs in het amateurvoetbal: VV Katwijk, Quick Boys en Rijnsburgse Boys spelen in de Tweede Divisie op het hoogste amateurniveau. Daarnaast is de gemeente de thuishaven van de lager spelende voetbalclubs FC Rijnvogels (Derde divisie) en Valken '68 (Eerste klasse). 
Het Nederlands Elftal heeft decennia lang getraind op sportpark Nieuw Zuid in Katwijk, de thuisbasis van Quick Boys. Oranje verliet in 2018 de trainingslocatie in Katwijk en vertrok naar het nieuwe onderkomen in Zeist. Overigens is Quick Boys met meer dan 2.800 leden de grootste amateurclub van Nederland. 
Er kan in zwembad Aquamar gezwommen worden bij Z&PC Katwijk. Katwijk is ook de thuishaven van basketbalvereniging Grasshoppers, verschillende tennisverenigingen, volleybalvereniging RVV, Hockeyclub Catwyck, tafeltennisvereniging TTV Rijnsoever, atletiekvereniging Rijnsoever, Handbal vereniging Rijnsoever, Tennisclub KLTV, badmintonvereniging KBC, korfbalvereniging Madjoe, te Rijnsburg en turnverenigingen SKR in Katwijk, DWS in Rijnsburg en Valken in Valkenburg. Op vechtsport- en vechtkunstgebied zijn er ook voldoende verenigingen zoals Karatevereniging Dojo Osaka, Budo Gym Katwijk, Krav Maga en Combat Fitness Katwijk en kickboksvereniging Kamakura Katwijk. Het indertijd landelijk bekende Kamakura kickboksgala in zalencentrum Tripodia is niet meer vanwege sluiting Tripodia. Ook zijn er diverse fitnesscentra (low-budget & high-standard). Katwijk kent verder ook twee damverenigingen, de Katwijkse Damclub (KDC) en de Rijnsburgse Damclub (RDC). De laatste speelt ook in de landelijke competitie in de op een na hoogste klasse. Ook kent Katwijk een schietvereniging, de grootste surfclub van Nederland en een groot skatepark naast het parkeerterrein Noordduinen. Tevens is de Katwijkse Darts Vereniging (KDV) gevestigd in Sporthal Cleijn Duin.
De Europese wandelroute E9, ter plaatse ook North Sea Trail of Hollands Kustpad geheten loopt door Katwijk.

## Geboren in Katwijk
- Gert Aandewiel (1969), voetballer en voetbaltrainer
- Hendrik van Beelen (1979), voetballer
- Cees Bergman (1952-2017), popmuzikant en songwriter
- Mia Bruyn-Ouwehand (1895-1968), schrijfster
- Carla van der Does (1957-2015), triatlete
- Jaap van Duijn (1990), voetballer
- Dirk van Duijvenbode (1992), darter
- Pieter Groen (1808-1902), visser en ontdekkingsreiziger
- Kees Guijt (1953-2012), voetballer en voetbaltrainer
- Arno Kamminga (1995), zwemmer
- Kees Kraayenoord (1972), gospelzanger
- Pim Langeveld (1969), voetballer
- Dirk Kuijt (1980), voetballer
- Esther Ouwehand (1976), politica (fractievoorzitter PvdD)
- Floris Schaap (1965), voetballer en voetbaltrainer
- Jeffrey Talan (1971), voetballer
- Ricky Talan (1960-2015), voetballer
- Charley Toorop (1891-1955), kunstschilderes en lithografe
- Cees Varkevisser (1943), nationaal grootmeester dammen
- John Vooijs (1979), zanger
- Cees de Vreugd (1952-1998), slager en powerlifter (deelnemer Sterkste Man)
- Teunis van der Zwart (1964), hoornist
- Gerrit Vooys (1947), voetballer
- Robert-Jan Ravensbergen (1978), voetballer
- Derk Zijlker (1896-1942), voetballer en chemicus

## Records
- De hervormde gemeente van Katwijk aan Zee, die bestaat uit een tiental wijkgemeenten, was in ieder geval tot zij zich in 2004 bij de Protestantse Kerk in Nederland aansloot de grootste hervormde gemeente van Nederland, met in 2000 ca. 21.000 leden,[10]
- Het orgel van de Nieuwe Kerk is het op twee na grootste van Nederland.
- In Katwijk is sinds 1967 de grootste loempiafabriek van Europa gevestigd. De loempiafabriek is eigendom van Ecotone (voorheen Wessanen en daarvoor Duif) met het merk Beckers.
- Katwijk is de grootste Nederlandse plaats en gemeente zonder spoorverbinding; er rijden alleen bussen.
- In 1972 werd de eerste supermarkt Digros (toen nog Digros Multimarkt) in Katwijk geopend. Tot eind 20e eeuw bleef dit het grootste filiaal van Nederland, tot Noordwijk-Binnen uitbreidde. Digros valt onder de supermarktketen Dirk van den Broek, vanaf juni 2014 Dirk, waarna de naam Digros ook verdween.[11]
- In Katwijk staat de Universel Murad Hassil (beter bekend als de soefitempel). Dit is naast de soefitempel van Kaapstad de enige tempel ter wereld van de Internationale Soefi Beweging.
- Katwijk heeft de meeste Oranjeverenigingen van Nederland, te weten vier.

## Telecommunicatie

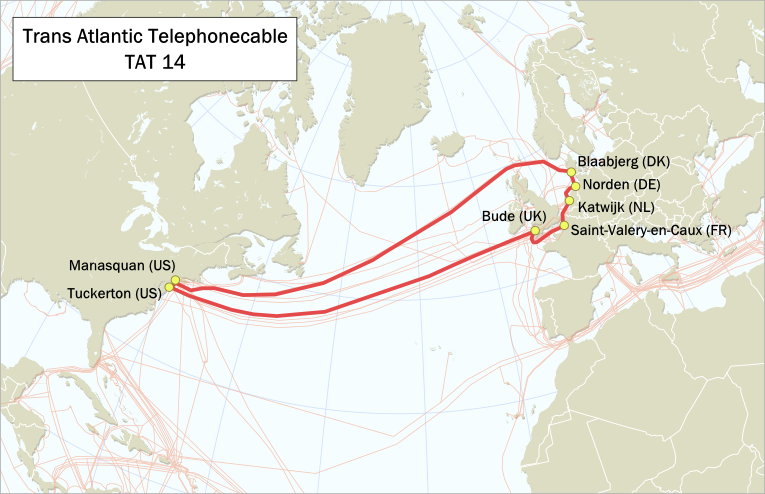
TAT-14

Katwijk was een van de zeven plekken waar de Transatlantische communicatiekabel TAT-14 Europa binnenkwam. De kabel verbond Nederland met Denemarken, Duitsland, Frankrijk, het Verenigd Koninkrijk en de Verenigde Staten. De kabel is aangelegd in 2001 en bij Katwijk ontmanteld in december 2021.

## Ligging
| Aangrenzende gemeenten | Aangrenzende gemeenten | Aangrenzende gemeenten | Aangrenzende gemeenten | Aangrenzende gemeenten |
| ---------------------- | ---------------------- | ---------------------- | ---------------------- | ---------------------- |
|                        |                        | Noordwijk              |                        | Teylingen              |
|                        |                        |                        |                        |                        |
|                        | Oegstgeest             |                        |                        |                        |
|                        |                        |                        |                        |                        |
|                        |                        | Wassenaar              |                        | Leiden                 |